# Eriador
Eriador è una regione di Arda, l'universo immaginario fantasy creato dallo scrittore inglese J.R.R. Tolkien.
È la vasta area della Terra di Mezzo compresa tra i Monti Brumosi e i Monti Azzurri. Questo nome, infatti, significa Terra tra le Montagne. È una landa scarsamente abitata, ma in ere precedenti ospitava diversi regni, poi decaduti o distrutti. Nel periodo della Guerra dell'Anello la sua zona più notevole era costituita dalla Contea, regione centro settentrionale abitata dagli Hobbit, anche se non mancano altri luoghi (come il villaggio di Brea o il Dunland).

## Geografia
Sebbene pianeggiante, l'Eriador è per due terzi delimitato da monti. Partendo da nord-ovest e procedendo verso sud-est si incontrano i Monti Azzurri, i Colli di Vesproscuro, le Colline Vento (dominate dal massiccio di Colle Vento), le Montagne di Angmar, le Montagne Nebbiose e, oltre la Breccia di Rohan, le propaggini occidentali dei Monti Bianchi. Altre zone montuose o collinari (tutte concentrate nella parte settentrionale) sono le Tumulilande, la Terra di Brea ed il territorio tra la Contea ed i Monti Azzurri.
A nord è bagnato dalla Baia di Forochel, un tratto di mare ghiacciato per buona parte dell'anno, mentre a sud dal Grande Mare. I principali corsi d'acqua sono il Lhûn (o Lune) a nord-ovest, il Brandivino e l'Inondagrigio (con i relativi affluenti) nella parte centrale; Questi due fiumi sfociano tutti in grandi estuari sul Grande Mare, delimitando il grande territorio di pascoli e praterie del Minhiriath. Lungo il corso dell'Inondagrigio è presente una zona paludosa detta Stagni dei cigni, mentre l'altra grande palude sono le Chiane Ditteri, nella zona tra il villaggio di Brea e le Colline Vento. A sud l'Eriador è delimitato dall'Isen, che ne segna il confine con Gondor. La regione tra l'Isen e il Gwathlo è detta Enedwaith, ed è abitata prevalentemente dai Dunlandiani. A settentrione, ai piedi dei Colli Vesproscuro, invece, è presente un vasto lago, il Neunial.
La regione era anticamente dominata dalle foreste, ma lo sfruttamento intensivo di esse da parte dei Númenoreani le ha ridotte drasticamente di estensione. Le ultime tracce dell'antico manto forestale sono il bosco di Eryn Vorn, la Vecchia Foresta, i boschetti intorno alle Grotte dei Vagabondi nel Rhudaur e qualche macchia sulle pendici dei Monti Azzurri.

## Popolazione
L'Eriador è un crogiolo di razze: gli Elfi, in prevalenza Sindar e i pochi Noldor rimasti nella Terra di Mezzo, abitano la regione dei Porti Grigi, detta Lindon, nell'estuario del Luhn oltre gli Ered Luin e la vallata di Gran Burrone sotto i Monti Brumosi; i Nani della stirpe di Durin abitano le Miniere di Moria, anch'esse nelle Montagne Nebbiose, e le antiche città negli Ered Luin;
Gli Uomini abitano sparsi in varie comunità e villaggi, specialmente nel Nord, come Brea. Le regioni dell'Arthedain, del Minhiriath e del Rhudaur sono costellate di rovine di antiche città: erano le grandi fortezze e insediamenti dei Dunedain di quello che era il regno di Arnor, ormai scomparso, borghi come Annúminas, Fornost, Cameth Brin, Minas Girithlin, Minas Malloth, Tharbad e Thalion. I Dunedain superstiti, detti Raminghi, abitano in villaggi e comunità sparse, soprattutto nel Nord e nelle pianure di Cardolan, ma sono in ben scarso numero.
Gli uomini dell'Eriador, esclusi i Dunedain, sono quindi in prevalenza di discendenza Dunlandiana o Forodwaith.
Una menzione speciale va fatta per gli Hobbit che abitano il territorio della Contea: originari delle valli dell'Anduin, migrarono in quelle terre durante il regno di re Beleg di Arthedain, e ne divennero vassalli. Dopo la caduta del regno, rimasero stabilmente nella contea.
Una vasta rete viaria, risalente al tempo dello splendore dei regni dúnedain, attraversa per intero l'Eriador. L'antica via est è la direttrice principale che collega i Porti Grigi a Gran Burrone, per proseguire verso est attraverso i passi delle Montagne Nebbiose. L'Antica Via Sud (detta anche Verdecammino, poiché invasa dalla vegetazione per lo scarso utilizzo) collega Fornost con Gondor passando per Thalion e travesando la Breccia di Rohan. Le due strade si congiungono a Brea, villaggio che è prosperato grazie ai commerci.

## Storia
I primi abitanti dell'Eriador furono Elfi Avari e Nandor che vagavano nelle vaste foreste senza costruire insediamenti stabili, nonché un buon numero di Ent. Dopo il risveglio degli Edain, quando questi furono spinti dai racconti degli Avari a migrare verso il Beleriand, l'Eriador ne ospitò per un lungo periodo le Tre Case che infine si unirono ai Noldor nella Lotta contro Morgoth. Dopo la sconfitta del Vala Caduto e la rovina del Beleriand, l'Eriador iniziò a popolarsi consistentemente soprattutto di Sindar e Noldor rimasti nella Terra di Mezzo: fu allora che le prime grandi città, come Annuminas, vennero edificate.
Gli Eldar non ebbero attriti con gli uomini delle foreste, che invece, si incontrarono presto con i númenoreani che tornavano nella Terra di Mezzo in cerca di legname; se in un primo tempo si instaurarono relazioni pacifiche tra i due popoli, ben presto i nuovi venuti iniziarono un'opera di deforestazione per ricavare materiale di costruzione per le loro navi. Ciò ebbe effetti disastrosi, poiché gran parte del manto forestale fu distrutto. In quest'epoca, durante la colonizzazione degli Uomini dell'Ovest, sorsero il grande porto di Lond Daer, la città di Tharbad, posta su un guado dell'Inondagrigio, nonché numerosi altri insediamenti nelle piane del Minhiriath, come Thalion o Minas Girithlin.
Dopo la caduta di Númenor e la formazione dei regni di Gondor e di Arnor, l'Eriador entrò a far parte perlopiù di questo secondo reame. L'Enedwaith (ovvero le terre di mezzo), tuttavia, fu sempre considerato come un'area di confine tra i due stati, sebbene per alcuni secoli fu un territorio vassallo di Gondor.
Nel primo millennio della Terza Era Arnor prosperò, e i Dunedain crebbero di numero e dalle città originarie del Nord colonizzarono tutte le vaste terre del regno, specialmente le verdi e fertili pianure del Minhiriath (in seguito chiamato Cardolan), e anche (sebbene in minor numero) le incolte foreste del Rhudaur.
Con la divisione di Arnor, la parte settentrionale dell'Eriador fu divisa tra i nuovi reami secessionisti di Arthedain, Cardolan e Rhudaur, mentre ad est fece la propria comparsa il regno di Angmar, vassallo di Mordor e retto dal Re Stregone. Questo sottomise in breve tempo il Rhudaur, dove la Casa di Isildur, terminata con la regina Elwen pochi secoli dopo la creazione del regno, era debole e i Dunedain pochi, e insieme al nuovo stato-fantoccio mosse guerra ad Arthedain e Cardolan; mentre Arthedain oppose una maggiore resistenza, Cardolan cadde dopo pochi decenni, scosso anch'esso dalle guerre civili interne causate dalla morte del re Tarastor, ultimo della Casa di Isildur. Angmar, tuttavia, non fece una fine migliore: le preponderanti forze di Gondor, Lindon e Imladris lo annientarono.
Con la rovina di questi regni, scomparvero tutte le grandi forze politiche della regione e rimasero solo i villaggi dunlandiani, i villaggi della regione di Brea, la Contea degli Hobbit, sorta inizialmente come vassallo di Arthedain del re Beleg, ed i regni degli elfi di Gran Burrone e dei Porti Grigi. La popolazione dell'Eriador crollò rapidamente e molte delle sue terre divennero lande selvagge e desolate, le città dei Dunedain caddero in completa rovina. Solo con la restaurazione del regno di Arnor (unificato con quello di Gondor) alla fine della Terza Era da parte di Aragorn II di Arthedain (incoronato tuttavia a Sud col nome di Elessar), la regione poté recuperare lentamente la propria antica prosperità. Gli Elfi, tuttavia, nei primi decenni della Quarta Era, abbandonarono in gran parte la regione.